# Good Clean Fun
Good Clean Fun ist eine Straight-Edge-Band aus Washington, die musikalisch dem Hardcore und dem Melodic Hardcore zugerechnet wird.

## Geschichte
Gegründet wurde die Band 1997 von vier Veganern, die musikalisch hauptsächlich von Gorilla Biscuits, 7 Seconds und Minor Threat beeinflusst wurden. Der Bandname wurde einem Lied der Descendents entlehnt. Grundsätzlich basieren die Maxime von GCF auf einer positiven Lebenseinstellung, weshalb sie sich musikalisch in einer Sub-Szene befinden, dem sogenannten Positive Hardcore. Die Bandmitglieder sehen sich selber als Vertreter der Straight-Edge-Bewegung, nehmen sich dabei jedoch nicht allzu ernst (was vielen Angehörigen der Straight-Edge-Kultur oft vorgeworfen wird).
Die erste 7" erschien im Sommer 1998 und traf mit ihrem szeneinternen Humor genau den Nerv der damaligen Szene, die zweite 7" kam im Herbst (beide 7"es wurden später von anderen Labels in verschiedenen Formaten noch einige Male neu aufgelegt). Nach Auftritten in den USA tourten GCF Mitte 1999 das erste Mal durch Europa, wobei sich die Band durch sympathisches Auftreten und das positive Charisma ihres Frontmannes viele Fans und Freunde machen konnte. Pünktlich mit Veröffentlichung des ersten Albums im Januar 2000 folgte eine weitere ausgedehnte Tour durch Europa, auf der die Band vor meist vollen Häusern frenetisch gefeiert wurde. GCF waren in den Jahren 2000 und 2001 nahezu ununterbrochen in der ganzen Welt auf Tour (Europa jeweils im Sommer) bevor sich die Band schließlich 2002 auflöste.
Im Jahr 2004 wurde die Band von Issa Diao neu zusammengestellt, und GCF begannen wieder Konzerte zu spielen. Ein neues Album folgte Anfang 2006, und 2007 erschien mit „Crouching Tiger...“ eine Zusammenstellung alter, ausverkaufter Stücke.
GCF wurden vor allem durch ihren Humor auch über die Szene hinaus bekannt und beliebt. Sänger und Songschreiber Issa gelingt es, mit den Mitteln der Ironie und Übertreibung nicht nur durchaus gesellschaftsrelevante Themen wie bspw. Religion, Sexismus oder Tierrechte zu behandeln; mit besonderem Erfolg wird auch immer wieder selbstkritisch die eigene Straight-Edge- und Hardcore-Punk-Szene mit all ihren Auswüchsen (z. B. Hardline oder christliche Hardcore/Punkbands und Labels) aufs Korn genommen. Die Vinyl-Version des ersten Albums erschien in den USA mit vier unterschiedlichen Covern, auf jedem Cover wurde eine andere Hardcore-Punk-Subszene (Emo, Crustcore, Metalcore, Youth Crew) karikiert.
Ein Großteil der Platten bis 2001 wurde in den USA vom damaligen Bassisten Mike Phyte veröffentlicht, der sein Label jedoch 2002 aufgab um sich anderen Aufgaben zu widmen. Die Alben Today the Scene... und Crouching Tiger... wurden von Issa Diao, dem Kopf der Band, selbst herausgebracht.

## Diskografie
- 1998: Shopping for a Crew (EP, Underestimated Records)
- 1998: Who Shares Wins (EP, Phyte Records)
- 2000: Split-EP mit Throwdown (Prime Directive Records)
- 2000: Shopping for a Crew (Kompilation, Phyte Records)
- 2000: Live in Springfield (Phyte Records)
- 2000: On the Streets Saving the Scene from the Forces of Evil (Reflections Records)
- 2001: Straight Outta Hardcore (Phyte Records)
- 2002: Positively Positive 1997-2002 (Kompilation, Equal Vision Records)
- 2004: Today the Scene Tomorrow the World (Livealbum, Inferno Recordings)
- 2006: Between Christian Rock and a Hard Place (Equal Vision Records)
- 2006: Crouching Tiger, Moshing Panda (Kompilation, kein Vertrieb)